# NSTG Brüx
NSTG Brüx (celým názvem: Nationalsozialistische Turngemeinde Brüx) byl německý sportovní klub, který sídlil ve městě Most (německy Brüx) v anektovaných Sudetech. Založen byl v roce 1939 po zániku původních sportovních klubů Deutsche Sport-Brüder Brüx a Schwalbe Brüx. V roce 1944 zvítězil v Gaulize Sudetenland a zajistil si tak účast v konečné fázi německého mistrovství. V prvním kole klub narazil na vítěze Gauligy Nordbayern – 1. FC Nürnberg, tomuto klubu podlehl na domácí půdě v Mostě poměrem 0:8. Zanikl v roce 1945 po postupném ústupu německých vojsk z území města.
Své domácí zápasy odehrával na stadionu Paredler Straße s kapacitou 5 000 diváků. Největším úspěchem klubu bylo jednorázové vítězství v Gaulize Sudetenland, jedné ze skupin tehdejší nejvyšší fotbalové soutěže na území Německa.

## Získané trofeje
- Gauliga Sudetenland ( 1× )
  - 1943/44

## Umístění v jednotlivých sezonách
Stručný přehled
Zdroj: 
- 1939–1941: Gauliga Sudetenland – sk. 1
- 1941–1943: Gauliga Sudetenland West
- 1943–1944: Gauliga Sudetenland – sk. 1

Jednotlivé ročníky
Zdroj: 
Legenda: Z – zápasy, V – výhry, R – remízy, P – porážky, VG – vstřelené góly, OG – obdržené góly, +/– – rozdíl skóre, B – body, červené podbarvení – sestup, zelené podbarvení – postup, fialové podbarvení – reorganizace, změna skupiny či soutěže
| Velkoněmecká říše (1939 – 1944) |                             |        |    |   |   |   |    |    |     |    |        |
| Sezóny                          | Liga                        | Úroveň | Z  | V | R | P | VG | OG | +/– | B  | Pozice |
| 1939/40                         | Gauliga Sudetenland – sk. 1 | 1      | 10 | 4 | 1 | 5 | 19 | 29 | –10 | 9  | 4.     |
| 1940/41                         | Gauliga Sudetenland – sk. 1 | 1      | 4  | 1 | 0 | 3 | 9  | 18 | –9  | 2  | 3.     |
| 1941/42                         | Gauliga Sudetenland West    | 1      | 10 | 1 | 1 | 8 | 14 | 45 | –31 | 3  | 5.     |
| 1942/43                         | Gauliga Sudetenland West    | 1      | 10 | 2 | 1 | 7 | 15 | 34 | –19 | 5  | 5.     |
| 1943/44                         | Gauliga Sudetenland – sk. 1 | 1      | 8  | 8 | 0 | 0 | 34 | 12 | +22 | 16 | 1.     |

Poznámky
- 1943/44: Brüx (vítěz sk. 1) ve finále zvítězil nad NTSG Prosetitz (vítěz sk. 2) celkovým poměrem 21:1 (1. zápas – 14:0, 2. zápas – 7:1).